# Hermann Balck
Georg Otto Hermann Balck, född 7 december 1893 i Danzig, död 29 november 1982 i Eberbach-Rockenau, var en tysk militär. Han befordrades till generalmajor 1942 och till general i pansartrupperna 1943. Han tilldelades Riddarkorset med eklöv, svärd och diamanter i augusti 1944.

## Biografi
Balck påbörjade sin militära karriär 1913 när han som fänrik gick in i en jägarbataljon. Under första världskriget sårades han ett flertal gånger och belönades med flera utmärkelser. Efter kriget fortsatte hans militära karriär i Reichswehr. Han förflyttades från infanteriet till kavalleriet och i mitten av 1930-talet började en modernisering mot en framtida motorisering och i samband med det fick han befälet över en cykelbataljon.

## Andra världskriget
År 1938 fick Balck en tjänst hos OKH inom inspektionen för de motoriserade styrkorna. Efter fälttåget mot Polen 1939 blev han chef för skytteregementet i 1. Panzer-Division som han ledde under fälttåget i väst 1940. För sina insatser vid striderna och övergången av floden Meuse belönades han med Riddarkorset. Han befordrades till överste i augusti 1940.
I slutet av 1940 fick han befälet över Panzer-Regiment 3 i 2. Panzer-Division och ledde det under fälttåget på Balkan 1941. Sommaren 1941 började Balck tjänstgöra inom OKH. Där var han ansvarig för att upprätthålla och prioritera leveranserna av motorfordon till östfronten. Den 1 november 1941 fick han tjänsten som Generalinspekteur der Schnellen Truppen.
Balck blev divisionschef våren 1942 när han tog över 11. Panzer-Division som stred på södra delen av östfronten. Den 20 december belönades han med eklöven till sitt Riddarkors. Den 4 mars 1943 förlänades han även med svärden till sitt Riddarkors och lämnade samma dag sin division och placerades i befälsreserven. Tiden i befälsreserven blev kort och han fick snart befälet över elitdivisionen Grossdeutschland som under hans tid som chef omorganiserades till en pansargrenadjärdivision. Den 30 juni 1943 placerades han åter i befälsreserven.
I september 1943 blev Balck kårbefälhavare när han tog över XIV. Panzerkorps som befann sig vid Salerno i Italien. Han sårades efter en månads tjänstgöring då hans spaningsflygplan av modellen Fieseler Storch störtade. Dock var inte hans skador alltför allvarliga och i mitten av november förflyttades han till östfronten för att ta befälet över XXXXVIII. Panzerkorps. Denna kår ledde Balck under reträttstriderna i Ukraina innan han i augusti 1944 fick befälet över 4. Panzerarmee. Han hade tidigare under sommaren tillfälligt lett pansararmén mellan det att Josef Harpe lämnade sitt befäl och efterträdaren Walther Nehring kommit på plats. Den 31 augusti förlänades han med briljanterna till sitt Riddarkors för att ha hejdat en sovjetisk offensiv, genomfört en motoffensiv och därmed stabiliserat frontavsnittet.
I slutet av september 1944 överfördes Balck till västfronten och fick befälet över Armégrupp G. Under striderna kring Metz visade han prov på sin taktiska förmåga då han utarbetade en plan som skulle möta ett amerikanskt angrepp. Då de tyska styrkorna i området inte mönstrade mer än 30 stridsvagnar var de tvungna att hitta på något då amerikanerna förfogade över mer än 700 stridsvagnar. Balck beordrade att falska minfält skulle upprättas framför de riktiga och när det amerikanska anfallet kom gick de försiktigt in i de falska minfälten. När de upptäckte att de var ofarliga framryckte de självsäkert rakt in i de riktiga minfälten. Detta samtidigt som de då blev beskjutna av tyskarna.
En tid senare under ett möte i Führerhögkvarteret föreslog Balck att 19. Armee skulle dras tillbaka bortom floden Rhen. Detta förslag godkändes inte av Adolf Hitler. Balck avlöstes som armégruppsbefälhavare och skickades till Ungern för att ta befälet över 6. Armee. Där fick han även befälet över en ungersk armé och bildade Armeegruppe Balck.
I Ungern utkämpades reträttstrider och Balck ledde sin armé in i Österrike och kapitulerade till amerikanska styrkor. Han frisläpptes 1947 och året därefter ställdes han inför rätta för att utan rättegång ha beordrat avrättningen av en artilleriofficer i november 1944. Artilleriofficeren hade uppträtt kraftigt berusad och var därmed oförmögen att leda sitt batteri. Han visste inte ens var det var lokaliserat. Balck dömdes till tre års fängelse, men släpptes efter halva tiden.

## Befäl
- 1. skytteregementet oktober 1939 – november 1940
- 3. pansarregementet december 1940 – maj 1941
- 2. pansarbrigaden maj – juni 1941
- Specialuppdrag för att organisera arméns tillgång på motorfordon juli 1941 – maj 1942
- 11. pansardivisionen maj 1942 – mars 1943
- XXXXVIII. Panzerkorps november 1943 – augusti 1944
- 6. Armén och armégrupp Balck (samtidigt) december 1944 – mars 1945

## Befordringshistorik
| Datum            | Tjänstegrad                |
| ---------------- | -------------------------- |
| 27 mars 1913     | Oberjäger                  |
| 18 december 1913 | Fänrik                     |
| 10 augusti 1914  | Löjtnant                   |
| 1 maj 1924       | Överlöjtnant               |
| 1 februari 1929  | Rittmeister                |
| 1 juni 1935      | Major                      |
| 1 februari 1938  | Överstelöjtnant            |
| 1 augusti 1940   | Överste                    |
| 1 augusti 1942   | Generalmajor               |
| 21 januari 1943  | Generallöjtnant            |
| 12 november 1943 | General av pansartrupperna |

## Utmärkelser
Hermann Balcks utmärkelser
- Riddarkorset med eklöv, svärd och diamanter
  - Riddarkorset: 3 juni 1940
  - Eklöv: 20 december 1942
  - Svärd: 4 mars 1943
  - Diamanter: 31 augusti 1944
- Hohenzollerska husordens riddarkors
- Järnkorset av andra klassen: 15 oktober 1914
- Järnkorset av första klassen: 26 november 1914
- Bayerska militärförtjänstorden av fjärde klassen med svärd: 15 november 1914
- Österrikiska militärförtjänstkorset av tredje klassen med krigsdekoration: 28 februari 1916
- Såradmärket i guld: 10 maj 1918
- Ärekorset
- Wehrmachts tjänsteutmärkelse av fjärde, tredje, andra och första klassen
- Tilläggsspänne till Järnkorset av andra klassen: 12 maj 1940
- Tilläggsspänne till Järnkorset av första klassen: 13 maj 1940
- Omnämnd i Wehrmachtbericht: 17 maj 1940, 20 december 1942 och 9 september 1944
- Militärorden för tapperhet i krig av tredje klassen med svärd: 2 december 1941
- Pansarstridsmärket i silver